# Ramat Awiw Gimel
Ramat Awiw Gimel (hebr. ג רמת אביב; Wiosenne Wzgórza Gimel) – osiedle mieszkaniowe w Tel Awiwie, znajdujące się na terenie Dzielnicy Pierwszej.

## Położenie
Osiedle leży na nadmorskiej równinie Szaron, nad Morzem Śródziemnym. Jest położone w północnej części aglomeracji miejskiej Tel Awiwu, na północ od rzeki Jarkon. Po stronie północnej osiedla znajdują się tereny przemysłowe, za którymi przebiega autostrada nr 5  (Tel Awiw-Ari’el). Granicę wschodnią wytyczają ulice Recanati, Mishmar HaGvil i Dov Gruner, za którymi znajduje się osiedle Afeka. Na południu przebiega ulica Keren Kayemet Le'Israel, za którą znajduje się osiedle Newe Awiwim. Natomiast granicę zachodnią wyznacza droga ekspresowa nr 2, za którą znajduje się osiedle Ezore Chen.

## Środowisko naturalne
Osiedle powstało na nadmorskich wydmach i nieużytkach rolniczych, położonych na północ od zabudowy miejskiej Tel Awiwu. Podczas rozbudowy teren został wyrównany i obecnie obszar osiedla jest płaski. Osiedle jest oddzielone od plaży jedynie niewielkim wzgórzem Tel Baruch.

### Przyroda
Część nadmorską osiedla zajmuje pas wydm z charakterystyczną śródziemnomorską roślinnością. Tereny położone za wydmami są porośnięte przez zarośla i niewielkie drzewa.

## Historia
Decyzję o budowie osiedla podjęto w latach 70. XX wieku, jednak kryzys lat 80. spowodował duże opóźnienie w pracach. W rzeczywistości osiedle zaczęto budować dopiero w latach 90. Obecnie osiedle posiada reputację ekskluzywnego osiedla mieszkaniowego, w którym mieszkają ludzie o wysokim prestiżu.

## Architektura
Jest to nowoczesne osiedle mieszkaniowe, w którym dominują budynki zabudowy wielorodzinnej wzniesione z „wielkiej płyty”. W centralnej części osiedla znajdują się najwyższe wieżowce: między innymi liczący 17 pięter 2 Eliyahu Chakim oraz siedem 17-piętrowych wieżowców Alram Towers. Na południe od nich znajdują się trzy wybudowane w 1983 17-piętrowe wieżowce Shikun Ovdim Towers i dwa 17-piętrowe wieżowce Recanati Towers wykonane z gołego betonu. W zachodniej części osiedla w latach 2006–2009 wybudowano siedem mieszkalnych 17-piętrowych wieżowców Gimel Towers, a w północno-zachodniej części osiedla jest sześć 16-piętrowych wieżowców Aviv Towers. W 1995 w północno-wschodniej części osiedla wybudowano dwa 15-piętrowe wieżowce Kashani Towers.
W układzie urbanistycznym osiedla zaplanowano duże obszary zielone. Są to parki: Melkind, Alfred Bir, Rosen, Yehuda Layish oraz Katsenelson.

## Kultura
W północno-wschodniej części osiedla znajduje się Miejski Dom Kultury Rozin oraz Klub Młodzieżowy Ha Tsofim.
Od nazwy osiedla Ramat Aviv Gimel pochodziła nazwa popularnego w Izraelu programu telewizyjnego, wzorowanego na serialu Beverly Hills, 90210.

## Edukacja i nauka
W osiedlu znajdują się dwie szkoły: Ramat Aviv Gimel School oraz Broshim School.

## Sport i rekreacja
W północnej części osiedla znajduje się centrum sportowo-rekreacyjne, na którego terenie są korty tenisowe oraz inne obiekty sportowe.

## Gospodarka
W osiedlu swoje siedziby mają liczne firmy, między innymi: Uri Shitrit Architects Ltd., Ashdar Ltd.
Na terenie osiedla znajduje się także dwa duże centra handlowe Schuster Center oraz Elrom Center.

## Infrastruktura
W osiedlu znajduje się ośrodek zdrowia, dwie apteki oraz urząd pocztowy.

## Transport
Przez osiedle przechodzi droga ekspresowa nr 2  (Tel Awiw-Netanja-Hajfa). Natomiast ulicą Sderot Keren Kayemet Le'Israel można dojechać do położonej na wschodzie autostrady nr 20  (Ayalon Highway).